# Canon Medical Systems Corporation
Canon Medical Systems Corporation — японская транснациональная компания по производству медицинского диагностического оборудования.

## Деятельность
Разработка, производство, продажа и техническое обслуживание медицинского оборудования (в том числе диагностических рентгеновских систем, медицинских рентгеновских КТ систем, систем магнитной резонансной томографии, ультразвуковых диагностических систем, систем лучевой терапии, диагностических систем ядерной медицины, медицинского оборудования тестирования образца, а информационных систем для медицинского оборудования).
Первое название компании TOSHIBA — Shibaura Engineering Works. Компания была основана в 1875 году изобретателем Хисашиге Танака с целью производства телеграфного оборудования. Вскоре она превратилась в крупнейшего в Японии производителя электроэнергетического оборудования.
В 1914 году компания начала производство первой в Японии рентгеновской трубки и медицинского оборудования, что привело к формированию медицинского департамента Medical Systems.
Объединение Shibaura Engineering Works с компанией Tokio Denki в 1939 году дало современное название ТOSHIBA (TO kio + SHIBA ura)
23 сентября 1948 года была создана дочерняя компания Тоshiba Medical Systems, ставшая одним из ведущих мировых лидеров в области производства высокотехнологичного медицинского оборудования.

## История
- Первый в мире прибор для ультразвуковой диагностики мозга в 1966 г.
- Первый в мире прибор ультразвуковой диагностики в режиме реального времени в 1973 г.
- Первый в мире прибор ультразвуковой диагностики в режиме спектрального допплера в 1981 г.
- Первый в мире прибор ультразвуковой диагностики в режиме цветного допплера в 1985 г.
- Производство полностью цифрового прибора ультразвуковой диагностики в 1994 г.
- Первый в мире спиральный компьютерный томограф в 1986 г.
- Первая в мире полностью цифровая ультразвуковая система и первый чип на приборах с зарядовой связью с 1 000 000 пикселями в 1993 г.
- Первый в мире открытый сверхпроводящий магнит в 1997 г.
- Первый в мире компьютерный томограф с 0,4 с — сканированием в 2002 г.
- Первая в мире ультразвуковая 1,5Тл МРТ система в 2003 г.
- Первый в мире компьютерный томограф с 64 срезами в 2004 г.
- В конце 2005 г. компания ТOSHIBA изготовила и установила 200 000-й прибор для ультразвуковой диагностики.
- Первый в мире 320-срезовый динамический объемный КТ сканер, первая ультракороткое 1.5Тл МР система с открытой апертурой в 71 см, первая ультразвуковая система с 3D — спекл технологии для отслеживание движения сердечной стенки в 2007 г.
- Первая портативная система экспертного класса Viamo, первая ультракороткое 3.0Тл МР система с открытой апертурой в 71 см в 2009 г.
- Первая ультразвуковая система с технологией Fly Through (Thru) в 2011 г.
- В марте 2016 года компания была продана другой японской корпорации, Canon[3].